# Peyton Stearns
| jaar | rang enkelspel | rang dubbelspel |
| ---- | -------------- | --------------- |
| 2018 | 887            | 1005            |
| 2019 | 520            | 877             |
| 2020 | 478            | 756             |
| 2021 | 392            | 538             |
| 2022 | 209            | 266             |
| 2023 | 53             | 101             |
| 2024 | 48             | 120             |

Peyton Stearns (Mason, 8 oktober 2001) is een tennisspeelster uit de Verenigde Staten van Amerika. Stearns begon met tennis toen zij acht jaar oud was. Haar favoriete ondergrond is hardcourt. Zij speelt rechtshandig. Zij is actief in het internationale tennis sinds 2017.

## Loopbaan

### Enkelspel
Stearns debuteerde in 2017 op het ITF-toernooi van Evansville (Verenigde Staten). Zij stond in 2019 voor het eerst in een finale, op het ITF-toernooi van Florence (Verenigde Staten) – zij verloor van landgenote Claire Liu. In 2021 veroverde Stearns haar eerste titel, op het ITF-toernooi van Sumter (Verenigde Staten), door de Mexicaanse Fernanda Contreras te verslaan. Tot op heden(juni 2025) won zij vijf ITF-titels, de meest recente in 2023 in Rome (VS).
In 2021 speelde Stearns voor het eerst op een WTA-hoofdtoernooi, op het WTA 125-toernooi van Columbus.
In mei 2022 won Stearns, namens de Universiteit van Texas waar zij op dat moment tweedejaars student was, het landelijke enkelspelkampioenschap van de NCAA. Daarmee werd zij niet alleen door de ITA uitgeroepen tot "National Player of the Year", maar bovendien verdiende zij daarmee een wildcard voor het US Open – in augustus had zij daar haar grandslamdebuut.
Stearns stond in 2023 voor het eerst in een WTA-finale, op het toernooi van Bogota – zij verloor van de Duitse Tatjana Maria. Door dit resultaat trad zij toe tot de top 100 van de wereldranglijst. Op het US Open 2023 bereikte zij de vierde ronde – daarmee kwam zij binnen op de top 50.
In 2024 veroverde Stearns haar eerste WTA-titel, op het toernooi van Rabat, door de Egyptische Mayar Sherif te verslaan.
Haar hoogste notering op de WTA-ranglijst is de 28e plaats, die zij bereikte in mei 2025.

### Dubbelspel
Stearns was in het dubbelspel minder actief dan in het enkelspel. Zij debuteerde in 2017 op het ITF-toernooi van Evansville (Verenigde Staten), samen met de Italiaanse Miriana Tona. Zij stond in 2021 voor het eerst in een finale, op het ITF-toernooi van Charleston (Verenigde Staten), samen met landgenote Rasheeda McAdoo – zij verloren van het duo Fanny Stollár en Aldila Sutjiadi. In 2022 veroverde Stearns haar eerste titel, op het ITF-toernooi van Sumter (Verenigde Staten), samen met landgenote Kylie Collins, door het Amerikaanse duo Allura Zamarripa en Maribella Zamarripa te verslaan. Tot op heden(juni 2025) won zij twee ITF-titels, de andere in 2022 in Berkeley (VS).
In 2021 speelde Stearns voor het eerst op een WTA-hoofdtoernooi, op het WTA 500-toernooi van San José, samen met landgenote Maribella Zamarripa.
Stearns won in augustus 2022 haar eerste WTA-partij op het WTA 250-toernooi van Cleveland samen met landgenote Dalayna Hewitt. Aansluitend kreeg Stearns ook voor het dubbelspel op het US Open een wildcard, samen met landgenote Ashlyn Krueger.
In oktober 2023 bereikte Stearns de halve finale op het WTA 1000-toernooi van Peking, met de Poolse Magda Linette aan haar zijde – daarmee maakte zij haar entrée tot de top 100 van de wereldranglijst.
Haar hoogste notering op de WTA-ranglijst is de 52e plaats, die zij bereikte in juni 2025.

## Palmares
| Legenda                 |
| ----------------------- |
| Grandslamtoernooi       |
| Olympische Spelen       |
| Year-End Championships  |
| Premier Mandatory       |
| Premier Five / WTA 1000 |
| Premier / WTA 500       |
| International / WTA 250 |
| Challenger / WTA 125    |

### WTA-finaleplaatsen enkelspel
| nr.              | finale     | toernooi   | ondergrond | tegenstandster | score         |         |
| ---------------- | ---------- | ---------- | ---------- | -------------- | ------------- | ------- |
| gewonnen finales |            |            |            |                |               |         |
| 1.               | 2024-05-25 | WTA Rabat  | gravel     | Mayar Sherif   | 6-2, 6-1      | details |
| verloren finales |            |            |            |                |               |         |
| 1.               | 2023-04-09 | WTA Bogota | gravel     | Tatjana Maria  | 3-6, 6-2, 4-6 | details |

### Gewonnen ITF-toernooien enkelspel
| nr. | finale     | toernooi | dotatie  | ondergrond    | tegenstandster in finale | score         |
| --- | ---------- | -------- | -------- | ------------- | ------------------------ | ------------- |
| 1.  | 2021-06-20 | Sumter   | $ 25.000 | hardcourt     | Fernanda Contreras       | 6-1, 6-2      |
| 2.  | 2022-10-02 | Austin   | $ 25.000 | hardcourt     | Clervie Ngounoue         | 6-1, 6-0      |
| 3.  | 2022-10-16 | Florence | $ 25.000 | hardcourt     | Alexandra Vecic          | 6-7, 6-2, 7-5 |
| 4.  | 2023-01-29 | Orlando  | $ 25.000 | hardcourt     | Robin Montgomery         | 6-2, 6-0      |
| 5.  | 2023-02-05 | Rome     | $ 60.000 | hardcourt (i) | Gabriela Knutson         | 3-6, 6-0, 6-2 |

### Gewonnen ITF-toernooien dubbelspel
| nr. | finale     | toernooi | dotatie  | ondergrond | partner        | tegenstandsters in finale            | score            |
| --- | ---------- | -------- | -------- | ---------- | -------------- | ------------------------------------ | ---------------- |
| 1.  | 2022-06-19 | Sumter   | $ 25.000 | hardcourt  | Kylie Collins  | Allura Zamarripa Maribella Zamarripa | 6-3, 5-7, [10-7] |
| 2.  | 2022-09-25 | Berkeley | $ 60.000 | hardcourt  | Elvina Kalieva | Allura Zamarripa Maribella Zamarripa | 7-6, 7-6         |

## Resultaten grandslamtoernooien
| Legenda | Legenda                          |
| ------- | -------------------------------- |
| g.t.    | geen toernooi gehouden           |
| l.c.    | lagere categorie                 |
| –       | niet deelgenomen                 |
| G       | uitgeschakeld in de groepsfase   |
| 1R      | uitgeschakeld in de eerste ronde |
| 2R      | uitgeschakeld in de tweede ronde |
| 3R      | uitgeschakeld in de derde ronde  |
| 4R      | uitgeschakeld in de vierde ronde |
| KF      | uitgeschakeld in de kwartfinale  |
| HF      | uitgeschakeld in de halve finale |
| F       | de finale verloren               |
| W       | het toernooi gewonnen            |
| w-v     | winst/verlies-balans             |

### Enkelspel
| toernooi        | 2022 | 2023 | 2024 | 2025 |
| --------------- | ---- | ---- | ---- | ---- |
| Australian Open | –    | –    | 1R   | 1R   |
| Roland Garros   | –    | 3R   | 3R   | 1R   |
| Wimbledon       | –    | 1R   | 1R   |      |
| US Open         | 1R   | 4R   | 3R   |      |

### Vrouwendubbelspel
| toernooi        | 2022 | 2023 | 2024 | 2025 |
| --------------- | ---- | ---- | ---- | ---- |
| Australian Open | –    | –    | 2R   | 2R   |
| Roland Garros   | –    | 2R   | 1R   | 2R   |
| Wimbledon       | –    | 1R   | 2R   |      |
| US Open         | 1R   | 1R   | 2R   |      |